# Resolució 929 del Consell de Seguretat de les Nacions Unides
La Resolució 929 del Consell de Seguretat de les Nacions Unides fou adoptada per unanimitat el 22 de juny de 1994. Després de recordar totes les resolucions del Consell de Seguretat sobre Rwanda, incloses les resolucions 912 (1994), 918 (1994) i 925 (1994), el Consell va autoritzar, sota el Capítol VII de la Carta de les Nacions Unides, l'establiment temporal d'una operació multinacional al país per ajudar en els esforços humanitaris i protegir refugiats i desplaçats, fins que es desplegui plenament la Missió d'Assistència de les Nacions Unides a Ruanda (UNAMIR).
El Consell de Seguretat va demanar la represa del procés polític en virtut dels acords de pau. També preveia l'expansió de la UNAMIR i va destacar que seria únicament una força humanitària de naturalesa imparcial. Es va expressar la preocupació per la continuació dels assassinats sistemàtics i generalitzats de civils ruandesos als quals la comunitat internacional ha de respondre.
Es va acordar establir una operació humanitària encapçalada per França fins que la UNAMIR estigués en plena força. L'operació tindria per objecte garantir la seguretat dels desplaçats, refugiats i civils. Es va limitar a un període de dos mesos després de l'aprovació de la present resolució, i es finançaria amb la participació dels Estats membres. Mentrestant, es va instar els Estats membres a proporcionar el suport necessari i contribuir a la UNAMIR perquè la seva missió es pugui ampliar ràpidament.
Es va instar als partits ruandesos a posar fi als assassinats immediatament. Es va demanar al Secretari General Boutros Boutros-Ghali i als països que participaven en l'operació que informessin regularment al Consell, amb el primer informe en 15 dies. El mateix secretari general va haver d'informar sobre l'expansió de la UNAMIR i la represa del procés de pau.
La resolució 929 va ser aprovada per deu vots i cap en contra, amb cinc abstencions de Brasil, Xina, Nova Zelanda, Nigèria i Pakistan.